# Mabel Balocco
Mabel María Balocco (San Agustín, 30 giugno 1932 – Alta Gracia, 15 settembre 2019) è stata una cestista argentina.

## Carriera
Con l'Argentina ha disputato due edizioni dei Campionati del mondo (1957, 1964).